# Нинбург (Зале)
Ни́нбург (нем. Nienburg) — город в Германии, в земле Саксония-Анхальт.
Входит в состав района Зальцланд. Подчиняется управлению Нинбург (Зале). Население составляет 6989 человек (на 31 декабря 2010 года). Занимает площадь 24,55 км². Официальный код — 15 1 53 020.